# OVH
OVH é uma empresa fornecedora de acesso à internet que fornece servidores dedicados, hospedagem compartilhada e na nuvem, registro de domínio, e serviços de telefonia VOIP (disponível apenas na França no momento). A empresa é uma Sociedade Anônima Simplificada sob a lei francesa e está sediada na cidade de Roubaix, no norte da França.
A companhia possui 20 datacenters hospedando em torno de mais de 1,500,000 máquinas. A empresa oferece serviços localizados em: França, Portugal, Alemanha, Itália, Polônia, Espanha, Irlanda, Reino Unido, Holanda, Lituânia, República checa, Finlândia. Também tem expandido seus serviços para os Estados Unidos, Canadá e a Tunísia. A empresa tem implementado IPv6 e DNSSEC, e é um dos patrocinadores do certificado de autoria Let's Encrypt, que fornece gratuitamente certificados TLS.